# Worms 4: Mayhem
Worms 4: Mayhem ist ein 3D-Artillery-Spiel aus der von Team17 entwickelten Worms-Reihe.

## Handlung
Anders als bei den vorhergehenden Worms-Spielen hat der Story-Modus eine Geschichte mit erweitertem Hintergrund, der durch viele Sequenzen und einige Filmausschnitte erläutert wird.
Die Story beginnt in einem Tutorial, in dem Professor Worminkle die Nutzung verschiedener Waffen erklärt. Danach reisen die Worms gemeinsam mit dem Professor mit der von ihm erfundenen Zeitmaschine ins Mittelalter. Dort werden sie von Zauberern und Rittern angegriffen. Nachdem der Professor die beschädigte Zeitmaschine repariert hat, wird die Reise der Worms fortgesetzt. Das nächste Ziel ist der Wilde Westen. Dort müssen die Worms Gold sammeln, welches die Maschine antreibt. Die nächste Station ist das alte Arabien, wo sie Ali Baboon und seine Diebe töten müssen. Nach Abschluss dieser Mission macht Professor Worminkle einige Updates an der Zeitmaschine. Währenddessen lesen die Worms einen Brief, in dem steht, dass die Regierung den Abriss der Worminkle-Universität plant. Danach reist der Professor mit den Worms in prähistorische Zeiten. Dort erzählt er ihnen, dass er sie nur benutzt hat, um die Pläne der Regierung zu stoppen. Danach steigt er in die Zeitmaschine und fliegt davon. Doch glücklicherweise macht Worminkle in den Bergen eine Bruchlandung. Nach einigen Kämpfen mit Höhlenwürmern schaffen es die Worms, Worminkle zu fangen und mit der Zeitmaschine in die Gegenwart zu fliegen. Den Professor lassen sie jedoch in der Vergangenheit zurück.

## Spielprinzip
Das Gameplay folgt dem von Worms 3D, in dem Teams von Würmern abwechselnd eine Vielzahl von Waffen und Gegenständen einsetzen, um das/die gegnerischen Teams zu eliminieren. Zu den neuen Funktionen gehört die Möglichkeit, das Aussehen ihres Wurms anzupassen sowie ihre eigenen einzigartigen Waffen in einer neuen Funktion namens „The Weapon Factory“ zu erstellen. Das Spiel enthält auch einen Shop, in dem der Spieler verschiedene Gegenstände kaufen kann, indem sie Punkte verwenden, die sie durch das Abschließen von Story-Missionen, Herausforderungen oder das Freischalten von Trophäen gewonnen hat. Zu den Shop-Artikeln gehören neue Karten, neue Accessoires und Kleidung usw.
Der Story-Modus von Worms 4 bietet erstmals in einer Serie Zwischensequenzen vor jeder Mission, um Hintergrundinformationen zu enthüllen. Das Spiel hat auch zusätzliche Spielmodi, wie zum Beispiel den Herausforderungsmodus, der dem Spieler verschiedene Missionen zum Abschließen präsentiert. Das Spiel verfügt über einen Einzelspieler- und einen Mehrspielermodus, in welchem der Spieler gegen computergesteuerte Worms oder andere Spieler kämpfen kann. Zusätzlich bietet sich auf der PC- und der Xbox-Version ein Online-Modus an.

## Rezeption
Das Spiel erhielt gemischte bis positive Bewertungen. Kritiker kritisierten das Spiel im Allgemeinen wegen seines fehlenden Unterschieds zu früheren 3D-Worms-Spielen, der schwierigen Steuerung und der schlechten KI. Die Auswahl an Waffen und das Leveldesign wurde jedoch dafür gelobt.